# Hollbach (Fils)
Der Hollbach, auch Hohlbach genannt, ist ein mit seinem längsten Oberlauf Erlenbach zusammen gut sieben Kilometer langer, ungefähr südostwärts fließender Bach im baden-württembergischen Landkreis Göppingen auf der Mittleren Kuppenalb. Sein Lauf liegt überwiegend im Gemeindegebiet von Gruibingen und er mündet unterhalb von Mühlhausen im Täle im Gemeindegebiet von Bad Ditzenbach von links in die oberste Fils.

## Geographie

### Verlauf
Der Hollbach entsteht im nördlichen Gruibingen aus dem Zusammenfluss des aus dem Westen kommenden Erlenbachs und des von Norden nahenden Langenwiesbachs auf etwa 571 m ü. NHN. Der Erlenbach ist dabei der längere und einzugsgebietsreichere Oberlauf. Vom Zusammenfluss an läuft der Hollbach durch ein weites und etwa 180 Meter gegenüber den höchsten Randhöhen eingetieftes Tal südostwärts, links von der A 8 begleitet. Über etwa die Hälfte seines Laufs bleibt er dabei im geschlossenen Ortsbereich von Gruibingen, wo ihm nach dem Ortskern von rechts der Winkelbach zufließt, sein mit 3,9 km Länge und einem Teileinzugsgebiet von 5,6 km² bedeutendster Nebenbach. Nach einem Stück in freier Flur passiert er ein großes Industriegebäude und wechselt ins Gemeindegebiet von Mühlhausen im Täle, wo ihm bald nacheinander zuerst ein kurzer Graben aus dem Westen zumündet, auf dessen Mündungssporn die Ruine der Burg Dürrenberg steht, und dann der größere Schönbach gegenüber einigen Häusern von Mühlhausen von Nordosten, in dessen Mündungswinkel die Anschlussstelle Mühlhausen der Autobahn liegt. Die Autobahn teilt sich hier für die zweite Etappe ihres Albanstiegs auf dem Drackensteiner Hang, unter der ansteigenden Trasse hindurch fließt der Hollbach für seine letzten etwa hundert Meter auf das Gebiet der Gemeinde Bad Ditzenbach und mündet dann auf etwas unter 530 m ü. NHN von links und zuallerletzt Westen in die oberste Fils.
Der Hollbach ist zusammen mit seinem Hauptoberlauf Erlenbach 7,4 km lang und mündet etwa 175 Höhenmeter unter dessen Quelle, er erfährt auf dieser Strecke ein mittleres Sohlgefälle von etwa 24 ‰. Der Hollbach allein ist nur 3,7 km lang und fällt mit mittlerem Sohlgefälle von 8–9 ‰ um eine Höhendifferenz von etwa 31 Höhenmeter.

### Einzugsgebiet
Das Einzugsgebiet des Hollbach ist 20,2 km² groß und liegt naturräumlich gesehen auf der nördlichen Mittleren Kuppenalb, es grenzt mit seiner West- und Nordwestseite an das Vorland der mittleren Schwäbischen Alb. Dort auf der Linie des Albtrauf oder nahe daran liegen auch seine höchsten Erhebungen: Der Sickenbühl (789,7 m ü. NHN) fast an der Südwestecke, Bürg (806,5 m ü. NHN) im Westen, Boßler (799,9 m ü. NHN) im Nordwesten und Kornberg (779,7 m ü. NHN) nahe der Nordspitze.
Hinter dem westlichen Abschnitt der Wasserscheide von Sickenbühl bis Boßler entwässert die Lindach zusammen mit ihren rechten Zuflüssen das Vorland über die Lauter zum Neckar, vom Boßler über den Kornberg zum Sielenwang an der Nordostecke dann der Butzbach und der Pfuhlbach oder Heimbach mit ihren Oberläufen über die untere Fils zum Neckar. Jenseits der östlichen Grenze von Sielenwang bis zur Mündung nimmt der unmittelbar folgende linke Fils-Zufluss Hartel den Abfluss auf, während südlich der Grenze vom Südosteck an der Mündung bis etwas jenseits des Sickenbühls nur der vergleichsweise kurze Schönbach von links zur Fils läuft.
Im Einzugsgebiet mischen sich Wald und freie Flur eng. Der Wald steht vor allem an den Talhängen, auch denen von Trockentälern, und auf einzelnen höheren Bergen. Die kleinteilige Flur setzt sich aus Wiesen wie auch Äckern zusammen. Die Besiedlung beschränkt sich, einige touristische Hütten vor allem am Albtrauf ausgenommen, vor allem auf das Dorf Gruibingen, das in der am Zusammenfluss der Oberläufe beginnenden und bis über den Zufluss des Winkelbachs reichenden Talweitung liegt, sowie auf kleine Teile von Mühlhausen im Täle um die Exenmühle schon nahe der Mündung. Zur Gemeinde Gruibingen gehört der weit überwiegende Teil des Einzugsgebietes, ein kleiner Streifen am Südostende übers Hollbachtal hinweg und mit der Talung des Schönbachs gehört zur Gemeinde Mühlhausen im Täle, während die Mündung und ein winziger Zwickel dort schon unterhalb in unbesiedeltem Gebiet der Filstalgemeinde Bad Ditzenbach liegt.

### Zuflüsse
Liste der Zuflüsse und  Seen von der Quelle zur Mündung. Gewässerlänge, Einzugsgebiet und Höhe nach den entsprechenden Layern auf der Onlinekarte der LUBW. Andere Quellen für die Angaben sind vermerkt.
Zusammenfluss des Hollbachs aus seinen Oberläufen Erlenbach und Langenwiesbach auf etwa 571 m ü. NHN im nördlichen Gruibingen beim Haus Im Boden 1.
- Erlenbach, rechter und westlicher Hauptstrang-Oberlauf, 3,8 km und 5,3 km².[LUBW 3] Entspringt auf etwa 705 m ü. NHN etwa 0,5 km südöstlich des Boßler-Gipfels und halb so weit nördlich des Wolfbühlhauses im obersten Geierstal.
  - Umpfenbach, von rechts und Südwesten auf etwa 600 m ü. NHN an den ersten spärlichen Häusern im Nordwesten von Gruibingen, 1,0 km und ca. 0,9 km².[LUBW 6] Entsteht auf etwa 655 m ü. NHN an der Ditzlingssteige zum Wolfbühlhaus.
  - Hagenbrunnenbach, von links und Norden auf etwa 578 m ü. NHN an der Raststätte Gruibingen der A 8, 1,5 km und 1,5 km². Entsteht auf etwa 655 m ü. NHN am Südhang des Kornbergs.
  - Riedergraben, von links und Norden, über 0,1 km. Auengraben an der Südostseite der Raststätte.
- Langenwiesbach, linker und nördlicher Nebenstrang-Oberlauf, 1,5 km und 5,3 km². Entspringt auf etwas über 610 m ü. NHN südöstlich des Kornbergs neben der L 1217 Gammelshausen–Gruibingen.
  - (Zufluss aus dem Ditschental), von links und Osten auf etwa 683 m ü. NHN am Nordrand Gruibingens nahe der ehemaligen Ölmühle, ca. 0,6 km[LUBW 7] und ca. 0,5 km².[LUBW 6] Entsteht auf etwa 630 m ü. NHN noch unterhalb der Waldgrenze. Am Unterlauf verdolt.
- Winkelbach, von rechts und Westen auf etwa 555 m ü. NHN im unteren Gruibingen, 3,9 km und 5,7 km². Entsteht auf etwa 675 m ü. NHN am Steinbrünnele unter der Weilheimer Hütte.
  - (Zufluss aus dem Hanftal), von links und Westnordwesten auf etwa 630 m ü. NHN, ca. 0,8 km[LUBW 7] und ca. 1,0 km².[LUBW 6] Entsteht auf etwa 680 m ü. NHN nordöstlich der Weilheimer Hütte. Mit wenig größerer Länge und wenig größerem Einzugsgebiet als der Hauptquellast, aber unbeständig.
- Dürrenberggraben, von rechts und Westsüdwesten auf etwa 538 m ü. NHN ein paar Meter nach der Gemeindegrenze von Gruibingen zu Mühlhausen im Täle, 0,7 km und ca. 0,8 km².[LUBW 6] Entsteht auf etwa 573 m ü. NHN im Tal südlich der Burg Dürrenberg. Nach einem kurzen Lauf als Weggraben im Ortsbereich überwiegend verdolt
- Schönbach, von links und Nordosten auf etwa 535 m ü. NHN gegenüber dem Ende des Schönbachwegs in Mühlhausen, 1,6 km und 2,2 km². Entspringt auf etwa 600 m ü. NHN am Zankhau am Nordwesthang des Leimbergs und fließt bald aus dem Wald.

Mündung des Hollbachs von links und zuletzt Westen auf etwas unter 530 m ü. NHN zwischen den eben getrennten Richtungsfahrbahnen der A 8 zum Drackensteiner Hang. Der Hollbach ist mit seinem Hauptoberlauf Erlenbach zusammen 7,4 km, ab dessen Zusammenfluss mit dem Langenwiesgraben zum Namenslauf 3,9 km lang und hat ein Einzugsgebiet von 20,2 km².

## Geologie
Im gesamten Gebiet stehen Schichten des Süddeutschen Jura an. Die oberste Schicht im Einzugsgebiet liegt im Paket der Oberen Felsenkalk-, Unteren Felsenkalk- und Lacunosamergel-Formationen des Weißen Jura. Die Quellen von Erlenbach und Winkelbach entspringen im Übergangsbereich des Lacunosamergels zu den darunterliegenden Schichten der Wohlgeschichteten Kalk- und der Impressamergel-Formationen. Diese Läufe wechseln dann schon bald in den Braunen Jura, in denen auch die Talgründe des Langenwiesbachs und des Hollbachs liegen.
Im verkarsteten Weißjura gibt es im Einzugsgebiet mehrere Höhlen.

## Natur und Schutzgebiete
Im Einzugsgebiet gibt es in der Flur zahlreiche Hecken, Magerrasen und Wacholderheiden.
Den überwiegenden Teil des Einzugsgebietes nimmt das Landschaftsschutzgebiet Oberes Filstal-Gemeinde Gruibingen ein, ausgenommen fast nur die Siedlungsflächen und die großen Naturschutzgebiete Kornberg und Rufsteinhänge und Umgebung und die kleine, ebenfalls unter Naturschutz stehende Heide am Hillenwang bei Gruibingen. Etliche Wacholderheiden stehen auch als Naturdenkmäler unter Schutz. Fünf Wasserschutzgebiete am Süd-, West-, Nord- und Ostrand ragen ins Einzugsgebiet.

## Verkehr
Die Bundesautobahn 8 läuft durch das Hochtal des Hagenbrunnenbachs, dann kurz das Tal des Erlenbachs und das Hollbachtal auf ihrem Abschnitt zwischen den zwei Steiletappen des Albanstiegs, dem unteren am Albtrauf bei Aichelberg sowie dem oberen aus dem Filstal über den Drackensteiner Hang zur Albhochfläche. Zwischen der Wasserscheide am Albtrauf und der Mündung des Hollbachs hat der Talzug, in dem sie läuft, ein Gefälle von etwa hundert Höhenmetern. Die Autobahn wird von der parallelen L 1213 begleitet, die im nördlichen Gruibingen in die L 1217 mündet. Diese ersteigt von Gammelshausen im Albvorland her südwärts den Albtrauf, erreicht durch das Hochtal des Langenwiesbachs Gruibingen und folgt von dort dem Hollbach weiter bis nach Mühlhausen.
Der Boßlertunnel der Eisenbahn-Schnellfahrstrecke Wendlingen–Ulm quert etwas südwestlich gegen die Talachse des Hollbachs versetzt sein Einzugsgebiet.

### LUBW
Amtliche Online-Gewässerkarte mit passendem Ausschnitt und den hier benutzten Layern: Lauf und Einzugsgebiet des Hollbachs

Allgemeiner Einstieg ohne Voreinstellungen und Layer: Daten- und Kartendienst der Landesanstalt für Umwelt Baden-Württemberg (LUBW) (Hinweise)
1. 1 2 3 4  Höhe nach dem Höhenlinienbild auf dem Hintergrundlayer Topographische Karte.
2. 1 2 3  Länge nach dem Layer Gewässernetz (AWGN).
3. 1 2 3  Einzugsgebiet aufsummiert aus den Teileinzugsgebieten nach dem Layer Basiseinzugsgebiet (AWGN).
4. ↑  Höhe nach schwarzer Beschriftung auf dem Hintergrundlayer Topographische Karte.
5. ↑  Einzugsgebiet nach dem Layer Basiseinzugsgebiet (AWGN).
6. 1 2 3 4  Einzugsgebiet abgemessen auf dem Hintergrundlayer Topographische Karte.
7. 1 2  Länge abgemessen auf dem Hintergrundlayer Topographische Karte.
8. ↑  Lage und Beschreibung der als Geotop ausgewiesenen Höhlen im einschlägigen Layer.
9. ↑  Schutzgebiete nach den einschlägigen Layern.

### Andere Belege
1. ↑  Abfluss-BW - Daten und Karten
2. ↑  Hansjörg Dongus: Geographische Landesaufnahme: Die naturräumlichen Einheiten auf Blatt 171 Göppingen. Bundesanstalt für Landeskunde, Bad Godesberg 1961. → Online-Karte (PDF; 4,3 MB)
3. ↑  Geologie grob nach: Mapserver des Landesamtes für Geologie, Rohstoffe und Bergbau (LGRB) (Hinweise)